# Ramón Power y Giralt
Capità Ramón Power y Giralt (San Juan, 7 d'octubre de 1775 - Cadis, 10 de juny de 1813) fou un polític i militar porto-riqueny, primer diputat representant a Puerto Rico a les Corts de Cadis. Segons l'historiador porto-riqueny Lidio Cruz Monclova, fou un dels primers nadius porto-riquenys que es va referir a si mateix com a «porto-riqueny» i que va lluitar per la representació igualitària de les províncies d'ultramar davant del govern parlamentari d'Espanya.

## Anys primerencs
Va néixer a San Juan, Puerto Rico, fill de Joaquín Power y Morgan (Bilbao, 1725 - San Juan, 1792), un basc de descendència irlandesa i francesa que va venir a Puerto Rico amb la «Compañía de Asiento de Negros» que regulava el comerç d'esclaus en l'illa, i de la catalana María Josepa Giralt i Santaella (Barcelona, 1752 - San Juan, 1828).
El seu besavi Peter Power es va traslladar des de Waterford, Irlanda, fins a Bordeus, França, el seu avi Jean Baptiste Power Dubernet des de Bordeus fins a Bilbao, i el seu pare Joaquín Power y Morgan des de Bilbao fins a Puerto Rico. A San Juan va rebre la seva educació primària a una escola privada. El 1788, quan tenia 13 anys, va ser enviat a Bilbao, per continuar els seus estudis.

## Armada Espanyola
A l'edat de 16, Power va començar els seus estudis de ciències navals a Espanya. Després de la seva graduació va ser anomenat tinent en l'Armada espanyola i finalment va augmentar a la posició de Capità.
El 1808, seguint la invasió de Napoleó a Espanya, el criollos de Santo Domingo va repugnar contra la regla francesa. El Coronel Rafael Conti, company porto-riqueny, va organitzar una expedició per retornar Hispaniola a Espanya i, juntament amb el Capità naval Ramon Power y Giralt, va ser distingit per la defensa de la colònia espanyola de Santo Domingo contra una invasió de les forces franceses donant suport a un bloqueig amb l'ajut de Regne Unit (aliat d'Espanya en aquell temps) i Haití, retornant Santo Domingo al control espanyol.

## Carrera política

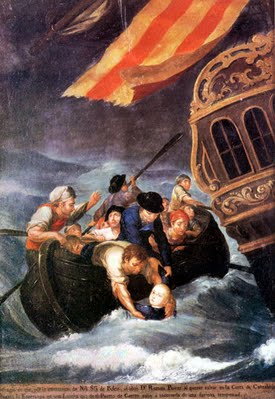
"El salvament de l'infant don Ramón Power", pintura de l'any 1790 de José Campeche

El 4 de maig de 1809, al mig de l'ocupació de Napoleó Bonaparte a la Guerra del Francès, Power va ser elegit pels ajuntaments per representar Puerto Rico en la Junta Suprema Central. El 1808, Napoleó va deposar Ferran VII d'Espanya i va anomenar el seu germà gran, Josep Bonaparte, Rei d'Espanya. La Junta Suprema dirigia la resistència contra Bonaparte però es va dissoldre abans que Ramon Power arribés, no obstant això, l'any següent, el 16 d'abril de 1810, fou un altre cop elegit per representar Puerto Rico, en aquells temps a les Corts de Cadis, l'assemblea parlamentària convocada per la Junta que es reunia en el port espanyol del sud de Cadis. Un dels seus seguidors més importants fou el Bisbe Juan Alejo de Arizmendi qui, durant la missa oficial de comiat a Puerto Rico, va donar a Power el seu anell episcopal com a recordatori de que mai hauria d'oblidar els seus compatriotes. Després d'arribar a Cadis el 8 de juny de 1810 es va unir al nombre creixent de delegats, els quals finalment van assolir un quòrum el setembre. Power fou un àvid defensor de Puerto Rico durant la seva tinença del 24 de setembre de 1810 dins el 10 de juny de 1813, com a delegat en les Corts. El 25 de setembre de 1810, el segon dia de reunions regulars, va ser elegit vicepresident de les Corts i va aconseguir poders que beneficiarien l'economia de Puerto Rico. La fita més coneguda de l'assemblea fou la Constitució Espanyola de 1812.
Abans de la que la Constitució fou escrita, Power va convèncer les Corts per revertir un decret del Consell de Regència que hi havia donat al governador de Puerto Rico poders extraordinaris com a reacció a les guerres d'independència dins Amèrica del Sud. El punt més destacat de la seva carrera legislativa fou la «Ley Power», amb la que va designar cinc ports de  comerç franc a Puerto Rico: Fajardo, Mayagüez, Aguadilla, Cabo Rojo i Ponce, va establir la reducció de la majoria d'aranzels i va eliminar el monopoli de farina, a més d'establir altres reformes econòmiques amb l'objectiu de desenvolupar una economia més eficaç. També va demanar l'establiment d'una Societat Econòmica d'Amics del País en l'illa, que va ser aprovat el 1814. Moltes d'aquestes reformes van quedar en efecte fins i tot després que Ferran VII va revocar la Constitució espanyola.

## Mort i retorn de les seves restes a Puerto Rico
Ramón Power va morir mentre encara es trobava a Cadis el 10 de juny de 1813 a conseqüència de l'epidèmia de febre groga que s'havia estès per totaEuropa. Va ser succeït en les Corts per José María Quiñones qui va servir des del 25 de novembre de 1813 fins al 10 de maig de 1814. Va ser enterrat al l'Oratori de Sant Felip Neri de Cadis.

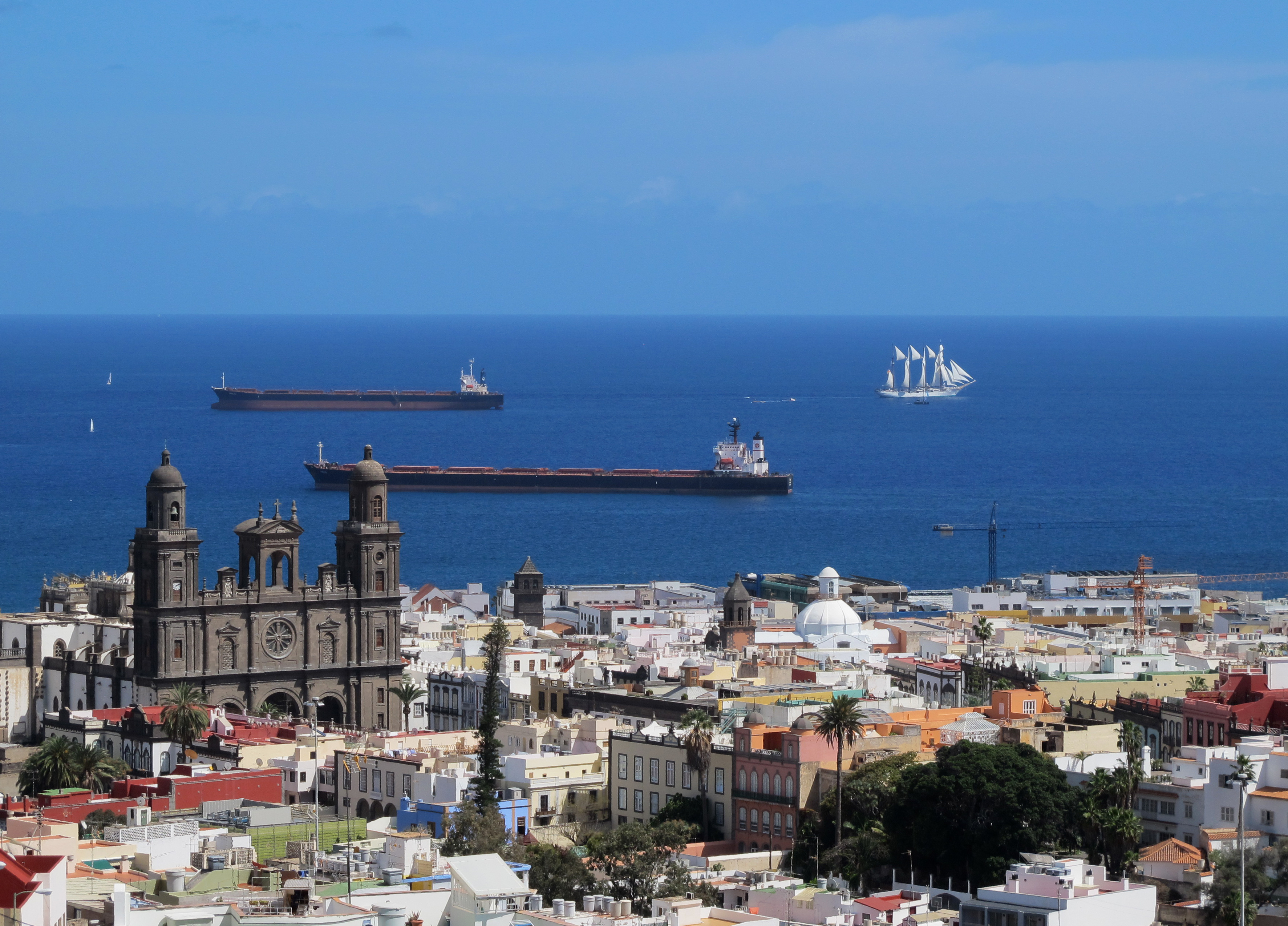
El Juan Sebastián Elcano deixant Las Palmas per portar les restes a San Juan (Puerto Rico) el 2013

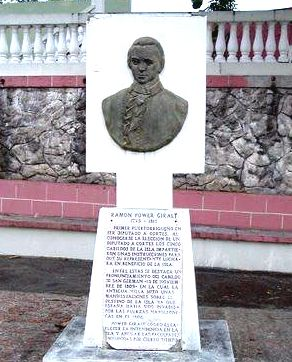
Placa honorant Ramon Power a San German

Un moviment dirigit pel Arquebisbe de San Juan, Roberto González Nieves, va promoure el retorn a Puerto Rico de les restes de Power. Les restes de Power van ser exhumades on es trobaven juntament amb altres delegats de lesCorts, a l'església de Cadiz. Després de fer una prova d'ADN, les restes van ser portades pel bergantí goleta Juan Sebastián Elcano.. El 2 de març de 2013, va deixar el port de Cadis, parant a Las Palmas de Gran Canaria. El 10 de març es va iniciar el viatge de retorn a San Juan, Puerto Rico, creuant l'Oceà Atlàntic en un viatge de 28 dies, fins al 6 d'abril de 2013. A la zona portuària fou escortat per la Guàrdia de Costa dels Estats Units d'Amèrica i rebut tel governador de Puerto Rico i el seu Govern. El seu lloc de descans és a la Catedral de San Juan Bautista al costat del Bisbe Juan Alejo de Arizmendi.
Puerto Rico i Espanya han honorat la memòria de Power, anomenant diverses avingudes. A San Juan hi ha una escola anomenada "Ramon Power Y Giralt" localitzada al carrer Loiza Final.
La seva antiga residència va ser restaurada i actualment alberga l'organització «Fideïcomís de conservació de Puerto Rico» al Vell San Juan El pintor, José Campeche, el va honorar amb un quadre titulat El Naufragi de Power. L'artista gràfic Lorenzo Homar també li va dedicar una de les seves obres artístiques.